# Zbór Kościoła Adwentystów Dnia Siódmego w Nysie
Zbór Kościoła Adwentystów Dnia Siódmego w Nysie – zbór adwentystyczny w Nysie, należący do okręgu opolskiego diecezji południowej Kościoła Adwentystów Dnia Siódmego w RP.
Pastorem zboru jest Artur Dżaman. Nabożeństwa odbywają się w kościele przy ul. Mariackiej 18 w soboty o godz. 10.00.